# Klen v Horních Domaslavicích
Klen v Horních Domaslavicích je památný strom - javor klen (Acer pseudoplatanus, rostlinná čeleď mýdelníkovité). Nachází se na pravém břehu řeky Lučina na území vesnice Horní Domaslavice, ve svazích kopce Vidíkov v okrese Frýdek-Místek. Geograficky se nachází v pohoří Podbeskydská pahorkatina v Horním Slezsku v Moravskoslezském kraji.

## Galerie

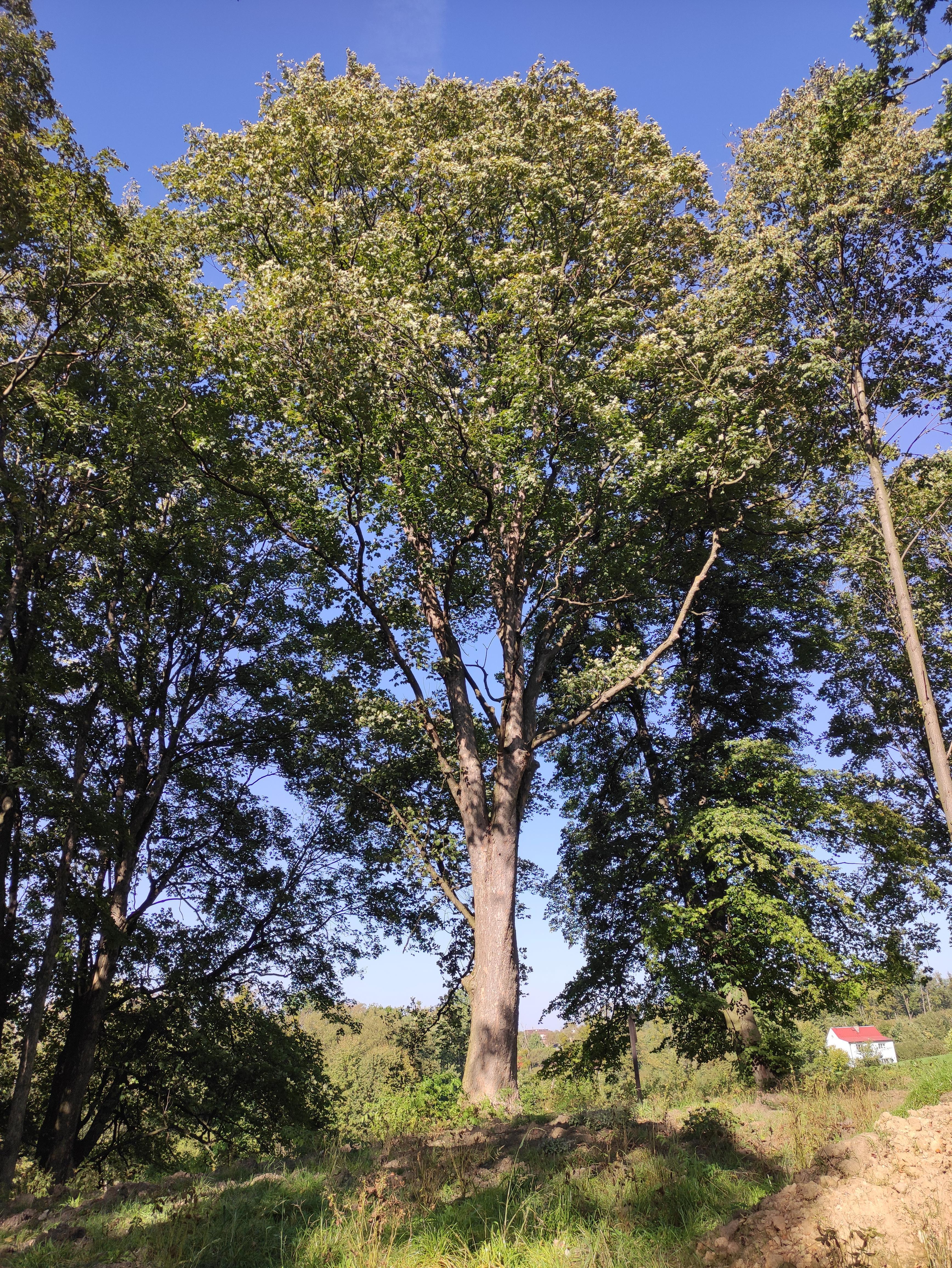
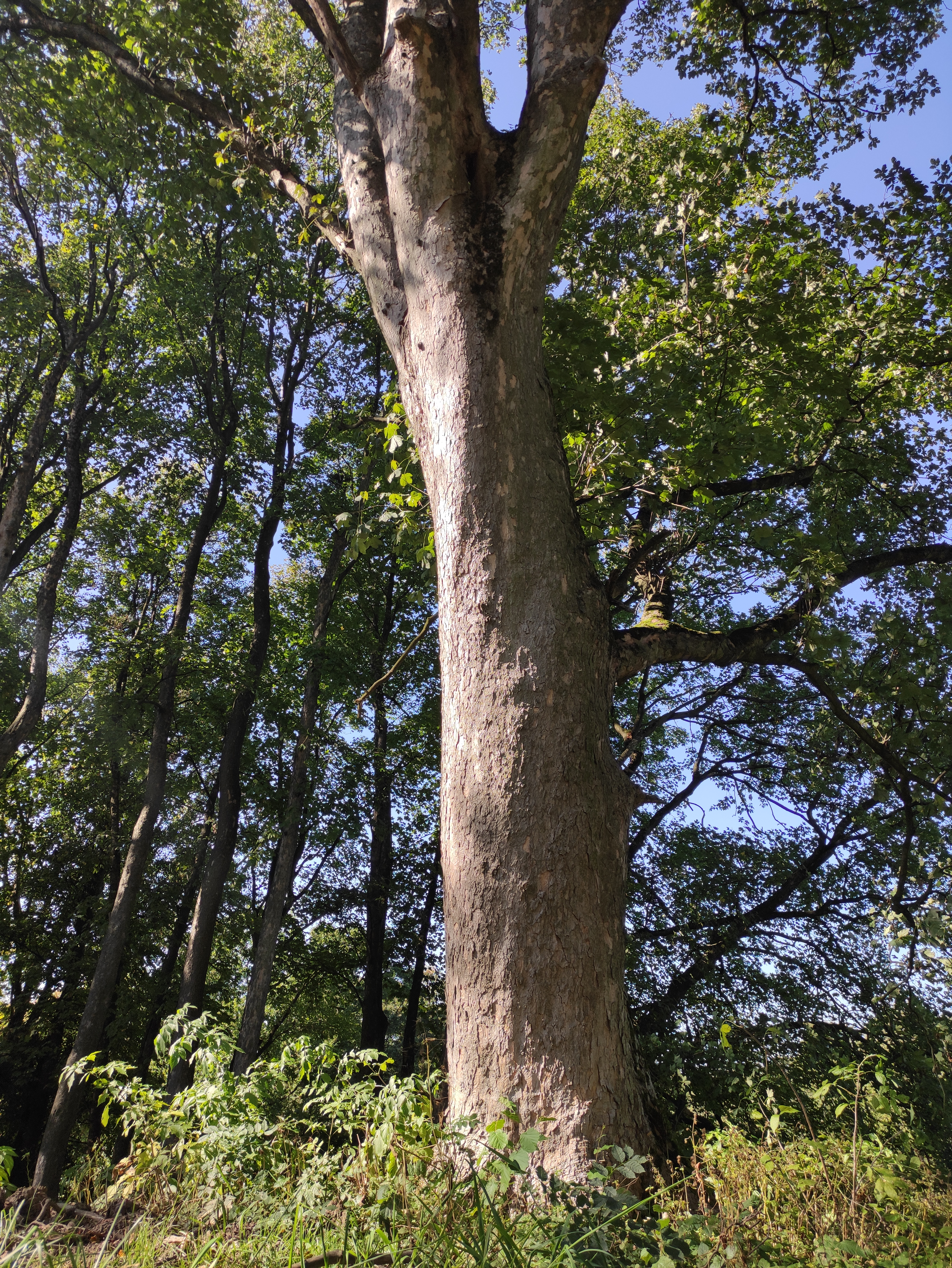
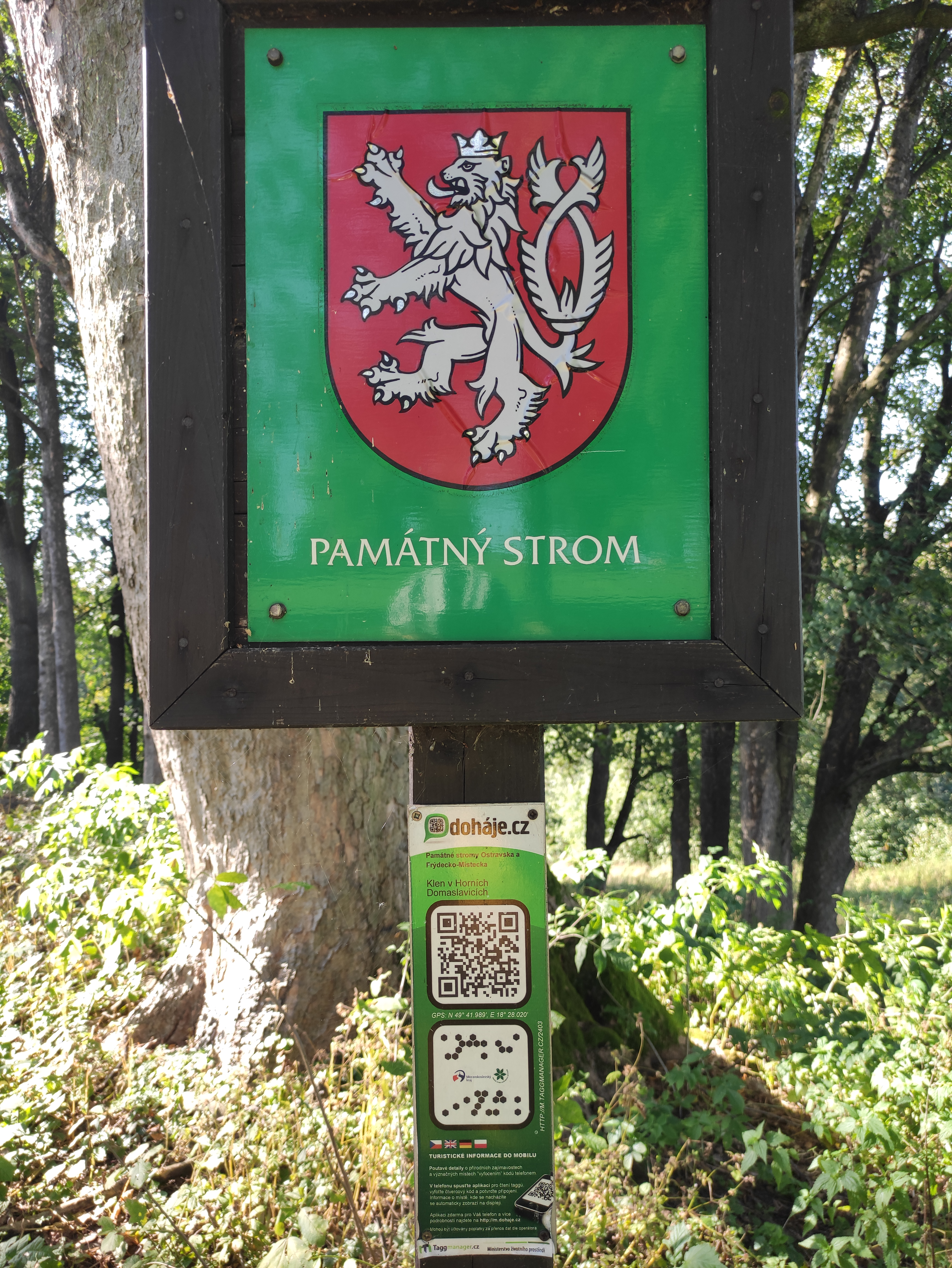

## Historie a popis stromu
Klen v Horních Domaslavicích roste v lese poblíž bývalého empírového zámečku a polní cesty. Podle údajů z roku 2000:
| Výška stromu:                 | 24,0 m          |
| Obvod kmene ve výčetní výšce: | 3,69 m          |
| Ochranné pásmo:               | dle zákona      |
| Datum vyhlášení:              | 22. června 2000 |
| Stáří k roku 2020:            | asi 190 let     |

## Další informace
Kolem stromu vede naučná stezka Horní Domaslavice. Strom je celoročně volně přístupný z polní cesty.